# Regnosaurus
Regnosaurus („vládnoucí ještěr“) je rod stegosaurních dinosaurů z období spodní křídy, žijících na území dnešní Velké Británie (lokalita Tilgate Forest, Cuckfield, hrabství Sussex). Některé objevy naznačují, že se tento druh možná vyskytoval i na území současného ostrova Wight.

## Historie

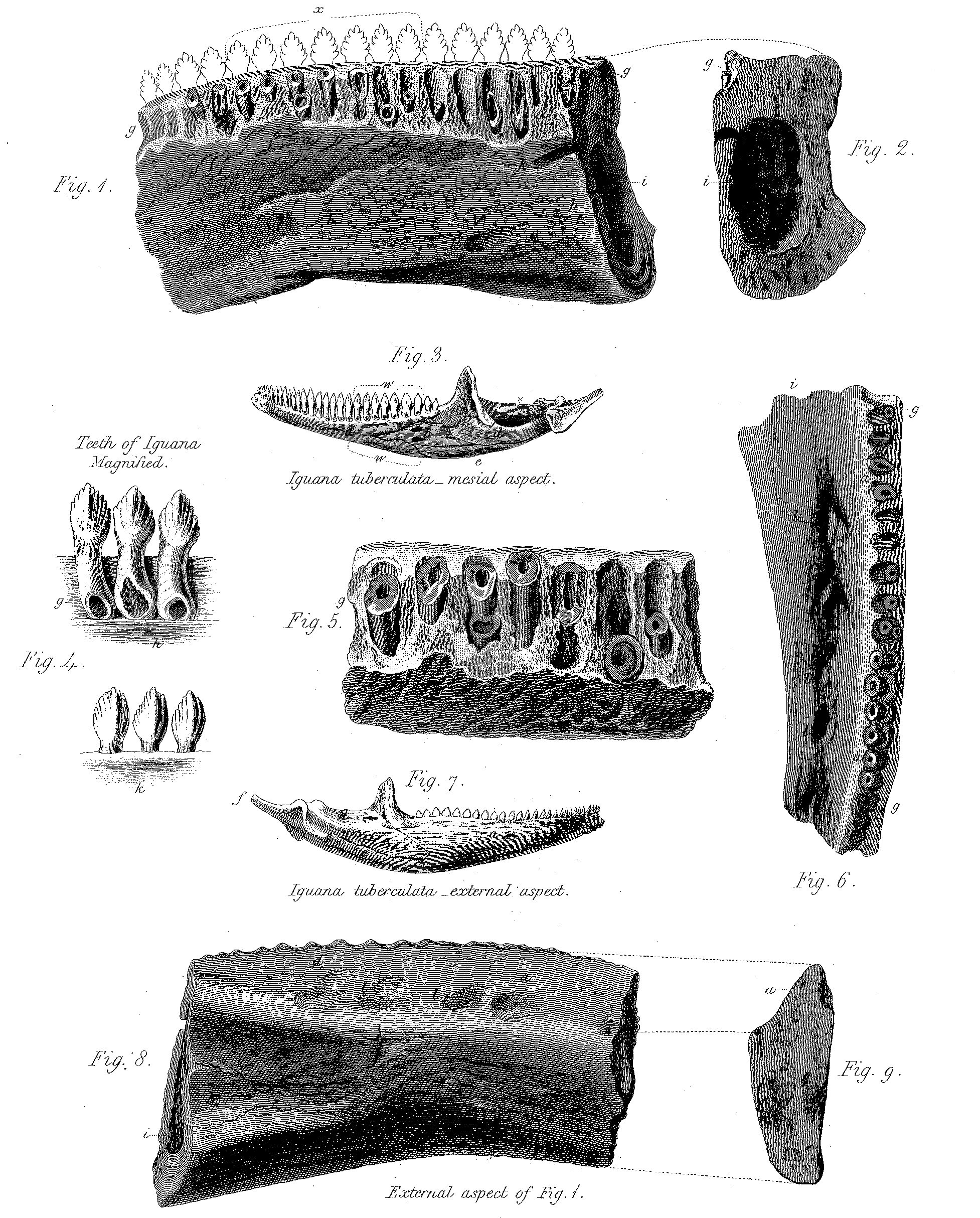
Nákres čelisti regnosaura v porovnání s čelistí leguána.

Fosilie byla objevena v sedimentech souvrství Tunbridge Wells Sand. V roce 1841 o ní poprvé pojednal britský lékař a amatérský paleontolog Gideon Algernon Mantell, považoval ji však za fosilii ornitopodního dinosaura iguanodona. Formálně druh R. northamptoni popsal opět Mantell v roce 1848.

## Popis
Holotyp s katalogovým označením BMNH 2422 má podobu fragmentu spodní čelisti o délce zhruba 15 centimetrů. O přesnějším tvaru těla a velikosti tohoto dinosaura tak bohužel nemůžeme mít dostatečnou představu. Regnosaurus byl každopádně menším zástupcem stegosaurů. Podle odhadu paleontologa Thomase R. Holtze, Jr. byl tento stegosaur dlouhý jen kolem 4 metrů a vážil několik stovek kilogramů.

## Zařazení
Příslušnost tohoto druhu ke kladu Stegosauria byla postulována roku 1993 a následně potvrzena roku 1995. V současnosti se však vzhledem k neúplnosti fosilního materiálu jedná o nomen dubium (pochybné vědecké jméno). Pravděpodobně jde o zástupce vývojově primitivnější čeledi Huayangosauridae.